# Меньшиков, Михаил Петрович
Михаил Петрович Меньшиков (20 декабря 1913, Кузино, Екатеринбургский уезд, Пермская губерния — 12 декабря 1972, Фрунзе, Киргизская ССР) — советский писатель и журналист, член Союза писателей СССР (с 1963 года).

## Биография
Родился в 1913 году в посёлке Кузино Екатеринбургского уезда Пермской губернии. Воспитывался в детских домах.
В 1927 году был послан учеником бухгалтера в кооператив; затем работал рассыльным, шахтёром и счетоводом. С 1930 года — журналист.
Журналистская работа началась в Карабаше, небольшом рабочем городке Челябинской области. Первые очерки (о шахтёрах и медеплавильщиках) были опубликованы в газете «Карабашский рабочий». Вскоре Меньшиков объездил Урал из края в край; он много писал о новостройках первой пятилетки, о Магнитострое, Челябтракторстрое, строительстве Березниковского химического и Соликамского калийного комбинатов, Уралмаша, писал об уральском Севере. Героями его очерков, рассказов, корреспонденций были строители, металлурги, металлисты, геологи, одним словом, люди, которые обновляли облик старого Урала. Пять лет (1939—1944) Михаил Меньшиков работал в военной печати.
В 1944 году редакция газеты «Комсомольская правда» направила Меньшикова в Киргизию своим корреспондентом. На страницах этой газеты нередко публиковались его очерки и передовых людях республики. Будучи собкором «Комсомольской правды», Меньшиков участвовал в возобновлении выпуска республиканской молодёжной газеты «Комсомолец Киргизии», некоторое время он был её первым послевоенным редактором. Из Киргизии Михаила Меньшикова переводят в Свердловск заведующим отделением «Комсомольской правды», затем в Москву — заместителем ответственного секретаря редакции; позднее он был назначен заведующим отделом молодёжи этой газеты. Одно время Меньшиков заведовал отделом информации в газете «Труд».
С 1955 года Меньшиков жил в столице Киргизии Фрунзе (ныне Бишкек), где работал уже литературным консультантом Союза писателей Кыргызстана.

## Творчество
Автор многих очерков о людях Киргизии, им были написаны литературные портреты таких писателей, как Дж. Мавлянов, А. Токтомушев, Б. Сарногоев и др. Очерки и рассказы Михаила Петровича печатались в республиканской прессе, в газетах «Труд», «Советская культура», в журналах «Советский союз», «Смена», «Мурзилка» и др.
Первая книга Михаила Меньшикова, вышедшая в Киргизии, — «Были сёла Темен-Су» — посвящённая истории старейшего в республике колхоза им. К. Маркса. Она состоит из рассказов почти двухсот колхозников о прошлом и нынешнем на то время колхоза. О Киргизии, её народе рассказывают и книги Меньшикова «Мастера», «Среди людей».
Много писал для детей. В 1958 году на конкурсе «Мурзилки» его рассказ «Кулуйпа» получил вторую премию. В 1961 году в Москве «Детгизом» была выпущена первая адресованная юному читателю книга Меньшикова «Ты в пути, Асек?». В последующее время им было напечатано ещё несколько книг для детей и юношества.